# Eugène d'Eichthal
Pour les autres membres de la famille, voir Famille d'Eichthal.
Le baron Eugène d'Eichthal, né le 3 novembre 1844 à Paris et mort dans la même ville dans le 17e arrondissement le 28 février 1936, est un économiste, sociologue et poète français.

## Biographie

### Jeunesse et études
Eugène d'Eichthal est le fils du baron Gustave d'Eichthal et de Cécile Rodrigues-Henriques (fille d'Édouard Rodrigues). Il suit sa scolarité au Lycée Bonaparte, où il est le condisciple de Paul Leroy-Beaulieu. Il apprend le grec ancien et l'allemand, et traduira Aristote des décennies plus tard.
Marié à Mlle Bohomolec (fille d'Adèle Bohomolec-Depret et cousine germaine de Maurice Depret), une de ses filles épouse Marcel Guérin et l'autre Paul Alfassa (dont le fils épousera la fille du président Alexandre Millerand).

### Parcours professionnel

#### Secteur privé
Il devient administrateur de sociétés et vice-président de la Compagnie des chemins de fer du Midi, secondant son oncle Adolphe d'Eichthal. 
En 1874, intéressé par l'économie, il publie une étude intitulée Les grèves et les conseils d'arbitrage en Angleterre. En 1892, il aborde la question des idéologies socialistes avec Socialisme, communisme, collectivisme. Aperçu de l'histoire des doctrines. Il entretient une correspondance épistolaire avec John Stuart Mill. 
Il est élu président de la Société Franklin en 1903, membre de l'Académie des sciences morales et politiques en 1905 (dont il est président en 1917) et vice-président de la Société d'économie politique.
Il a collaboré à la Revue des deux Mondes, à L'Économiste français et à la Revue politique et parlementaire.

#### Directeur de l’École libre des sciences politiques
En 1898, Eugène d'Eichthal est élu au conseil d'administration de l'École libre des sciences politiques sous Émile Boutmy. En 1911, il est élu président du conseil d'administration, alors qu'Anatole Leroy-Beaulieu est directeur. Ce dernier le nomme administrateur délégué et le charge des questions financières. 
Au bout de six années de direction de l'école, Leroy-Beaulieu meurt en 1912. Le conseil d'administration propose la direction à Louis Renault, qui refuse. Des membres du conseil se tournent alors vers Eugène d'Eichthal et réussissent le à persuader de devenir directeur de l'institution à titre provisoire. Il accepte et devient le troisième directeur de l'école en 1912, à l'âge de 68 ans.
D'Eichthal assume la direction de l'école au-delà du provisoire. Gérard Vincent qualifie sa direction de « très conservatrice ». Il refuse d'occuper l'appartement de fonction mis à sa disposition au deuxième étage de l'hôtel de Mortemart, mais y reçoit enseignants, élèves et visiteurs tous les dimanches. Il est surnommé par les élèves « le grand silence blanc ». La Première Guerre mondiale perturbe le fonctionnement de l'école, et les cours ne recommencent qu'en janvier 1915. En 1919, il ouvre l'école aux femmes. 
Il demeure directeur jusqu'à sa propre mort, en 1936, à l'âge de 92 ans. Paul Tirard, alors président du conseil d'administration de l'école, prononce son oraison funèbre, déclamant qu' « Eugène d'Eichthal a fourni à la France une élite nationale d'hommes d’État, de diplomates, de financiers. C'est son plus beau titre à la reconnaissance de la France ». Eugène d'Eichthal repose au cimetière du Père-Lachaise (4ème division), à Paris.

#### Hommages
Un amphithéâtre de l'Institut d'études politiques de Paris sera ensuite baptisé en son honneur.

## Publications
- Les Coalitions de patrons et d'ouvriers, 1872
- Les Lois sur le travail des enfans dans les manufactures, 1872
- Socrate et notre temps: Théologie et doctrine religieuse de Socrate, 1881
- Nationalisation du sol et collectivisme agraūire, 1891
- Du rythme dans la versification française; 1892
- Le Nouveau projet de loi sur l'arbitrage industriel facultatif, 1892
- La Participation aux bénéfices facultative et obligatoire, 1892
- A la musique, sonnets, 1894
- Souveraineté du peuple et gouvernement, 1895
- Tocqueville et "la Démocratie en Amérique", 1896
- Alexis de Tocqueville et la démocratie libérale : étude critique, 1897
- Le Régime de la surenchère électorale, 1897
- Correspondance inédite (1828-1842) - (1864-1871). Avant-propos et trad. par E. d'Eichthal, 1898
- Poèmes choisis, 1898
- Le Socialisme électoral, 1899
- Les Idées de J. Stuart Mill sur le grec et le latin dans l'éducation, 1899
- Socialisme et problèmes sociaux: socialisme scientifique, socialisme électoral, socialisme d'état idéaliste, socialisme et dévouement social, esthétique social, 1899
- Nouvelles observations sur les problèmes musicaux attribués à Aristote, 1900
- L'unité socialiste, 1900
- Des bases du droit socialiste, 1900
- Socialisme, communisme et collectivisme: aperçu de l'histoire et des doctrines jusqu'à nos jours, 1892
- La Psychologie économique, 1902
- La solidarité sociale: ses nouvelles formules, 1903
- La Liberté commerciale et les faits actuels, 1903
- Quelques notes d'un voyage aux États-Unis, 1906
- La formation des richesses et ses conditions sociales actuelles: notes d'économie politique, 1906
- Iphigénie en Tauride, drame de Goethe, traduit en vers français par Eugène d'Eichthal, 1908
- Guerre et paix internationales, 1909
- Sonnets d'Italie et Méditerranée..., 1909
- Pages sociales, 1909
- Les immobilisations de capitaux et les crises économiques, 1910
- L'idéologie du socialisme néo-marxiste: la lutte de classes, 1910
- Présent et avenir du syndicalisme, 1913
- L'Épisode du papier-monnaie dans le "second Faust", 1915
- Des évaluations du coût de la guerre, 1915
- La Valeur sociale des individus au point de vue économique, définitions et méthode, 1916
- George Sand et le Prince de Talleyrand: épisode d'histoire littéraire, 1917
- Souvenirs d'une ex-saint-simonienne, 1917
- Revenus privés et revenu national, 1917
- Société des Nations et Ligue permanente des états alliés et amis de l'Entente, 1918
- Quelques âmes d'élite (1804 - 1912): esquisses et souvenirs, 1919
- Grèves et syndicalisme, 1920
- Du rôle de la mémoire dans nos conceptions métaphysiques, esthétiques, passionnelles, actives, 1920
- Les Idées de Henri de Saint simon sur la paix européenne, 1925
- L'École libre des sciences politiques, 1928
- État démocratique et organisations privées collectives, 1928
- Les Vues de Prévost-Paradol sur les réformes constitutionnelles, 1930
- L'État et les collectivités organisées, 1931

### Sources
- Paul Tirard, Eugène d'Eichthal, 1936
- Gérard Vincent, Anne-Marie Dethomas, Sciences po: Histoire d'une réussite, 1987